# Élections législatives de 1986 dans l'Hérault
Les élections législatives françaises de 1986 ont lieu le 16 mars 1986. Dans le département de l'Hérault, sept députés sont à élire dans le cadre d'un scrutin proportionnel par liste départementale à un seul tour.

## Élus
| Député élu           |  | Parti    |
| -------------------- |  | -------- |
| Georges Frêche       |  | PS       |
| Jean Lacombe         |  | PS       |
| Alain Barrau         |  | PS       |
| Georges Fontès (*)   |  | RPR      |
| Jean-Claude Martinez |  | FN       |
| Jacques Roux         |  | PCF      |
| Willy Diméglio       |  | UDF (PR) |

(*) Nommé secrétaire d'État chargé des Anciens Combattants, Georges Fontès démissionne de son mandat de député et est remplacé par son suivant de liste René Couveinhes.

## Positionnement des partis
Dans l'Hérault, sept listes sont en présence.
Sous l'appellation « Hérault 86 - Pour une majorité de progrès avec le président de la République », la liste de la majorité socialiste sortante est conduite par Georges Frêche, député-maire de Montpellier, tandis que celle du Parti communiste est dirigée par Jacques Roux, directeur général de la Santé.
Du côté de l'opposition de droite, le Rassemblement pour la République et l'Union pour la démocratie française présentent des listes séparées. Georges Fontès, conseiller général et maire de Béziers, pour le RPR (Union pour le renouveau de l'Hérault) et Willy Diméglio, conseiller général et conseiller municipal d'opposition à Montpellier, pour l'UDF (Entente pour le renouveau de l'opposition) en sont respectivement les chefs de file. Par ailleurs, le conseiller général du canton de Montpellier-6 Jean-Jacques Pons (ex-CDS) dirige une « liste d'opposition libérale et sociale » classée divers droite.
Enfin, la liste du Front national dite de « Rassemblement national », est conduite par Jean-Claude Martinez et celle du Mouvement pour un parti des travailleurs (extrême gauche) par Joël Vézinhet.

## Résultats

### Résultats à l'échelle du département
| Liste Parti politique | Liste Parti politique                                                                               | Tête de liste        | Tour unique | Tour unique | Sièges |
| Liste Parti politique | Liste Parti politique                                                                               | Tête de liste        | Voix        | %           | Sièges |
| --------------------- | --------------------------------------------------------------------------------------------------- | -------------------- | ----------- | ----------- | ------ |
|                       | Hérault 86 - Pour une majorité de progrès avec le président de la République Parti socialiste (MRG) | Georges Frêche       | 129 491     | 33,96       | 3      |
|                       | Union pour le renouveau de l'Hérault Rassemblement pour la République                               | Georges Fontès       | 82 161      | 21,55       | 1      |
|                       | Rassemblement national Front national                                                               | Jean-Claude Martinez | 59 291      | 15,55       | 1      |
|                       | Liste présentée par le Parti communiste français Parti communiste français                          | Jacques Roux         | 48 972      | 12,84       | 1      |
|                       | Entente pour le renouveau de l'opposition Union pour la démocratie française (PR - CDS)             | Willy Diméglio       | 48 865      | 12,81       | 1      |
|                       | Liste d'union de l'opposition libérale et sociale Divers droite                                     | Jean-Jacques Pons    | 10 032      | 2,63        | 0      |
|                       | Mouvement pour un parti des travailleurs Extrême gauche (Mouvement pour un parti des travailleurs)  | Joël Vézinhet        | 2 446       | 0,64        | 0      |
|                       | |                      |             |             |        |
| Inscrits              | Inscrits                                                                                            | Inscrits             | 502 238     | 100,00      | 7      |
| Abstentions           | Abstentions                                                                                         | Abstentions          | 104 255     | 20,76       |        |
| Votants               | Votants                                                                                             | Votants              | 397 983     | 79,24       |        |
| Blancs et nuls        | Blancs et nuls                                                                                      | Blancs et nuls       | 16 725      | 4,20        |        |
| Exprimés              | Exprimés                                                                                            | Exprimés             | 381 258     | 95,80       |        |

### Scores par circonscription
|                                            |                                            |                                            |
| PS                                         | RPR                                        | FN                                         |
| - 35 % et plus - 30 à 35 % - Moins de 30 % | - 25 % et plus - 20 à 25 % - Moins de 20 % | - 15 % et plus - 10 à 15 % - Moins de 10 % |

|                                            |                                            |
| PCF                                        | UDF                                        |
| - 15 % et plus - 10 à 15 % - Moins de 10 % | - 15 % et plus - 10 à 15 % - Moins de 10 % |

### Listes complètes en présence
| Liste Étiquette politique (partis et alliances) | Liste Étiquette politique (partis et alliances)                                                                                  | Candidats (et remplaçants éventuels) |
| ----------------------------------------------- | --- | --- |
|                                                 | Hérault 86 - Pour une majorité de progrès avec le président de la République Parti socialiste - Mouvement des radicaux de gauche | 1. Georges Frêche 2. Jean Lacombe 3. Alain Barrau 4. Éliane Bauduin 5. Bernard Aubert 6. Yves Piétrasanta 7. Hélène Colas ————————————8. Maurice Viols 9. Alain Berthézène                             |
|                                                 | Union pour le renouveau de l'Hérault Rassemblement pour la République                                                            | 1. Georges Fontès 2. René Couveinhes 3. Bernard Serrou 4. Gabriel Claverie 5. Alphonse Cacciaguerra 6. Lucien Cruz 7. Stephan Rossignol ————————————8. Martine Jumpertz 9. Joseph Barthe               |
|                                                 | Rassemblement national Front national                                                                                            | 1. Jean-Claude Martinez 2. Alain Jamet 3. Danièle Reynaud 4. Louis Pascal 5. Éliane Belot 6. René Angiléri 7. Daniel Bezard ————————————8. Yves Soria 9. Bruno Bérenguer                               |
|                                                 | Liste présentée par le Parti communiste français Parti communiste français                                                       | 1. Jacques Roux 2. Guy Bousquet 3. Jany Garcia 4. Colette Rumeau 5. Francis Pratx 6. Claude Rouquairol 7. Pierre Guiraud ————————————8. Roselyne Gispert-Sutra 9. Alain Boissonade                     |
|                                                 | Entente pour le renouveau de l'opposition Union pour la démocratie française (Parti républicain - Centre des démocrates sociaux) | 1. Willy Diméglio (PR) 2. Marcel Roques (CDS) 3. Marcel Gibily (PR) 4. Christine Ricciardi 5. Daniel Mallet 6. Georgette Antoine 7. Norbert Simon ————————————8. Françoise Baillat 9. Véronique Schori |
|                                                 | Liste d'union de l'opposition libérale et sociale Divers droite                                                                  | 1. Jean-Jacques Pons (ex-CDS) 2. André Marc 3. Michel Sèbe 4. Edith Le Saec 5. Max Cazottes 6. Jean Estupina 7. Marie Coste-Floret-Furet ————————————8. Denis de Vernisy 9. Louis Cognet               |
|                                                 | Liste du Mouvement pour un parti des travailleurs Extrême-gauche                                                                 | 1. Joël Vézinhet 2. Jacques Jaouen 3. Gérard Pastor 4. Michel Pétrequin 5. Jean-Paul Hochlander 6. Monique Sanchez-Vasquez 7. Jean-Marie Pourtier ————————————8. Nicole Mahoux 9. Christophe Lopez     |